# 金大旭
金 大旭（キム・デウク、朝鮮語: 김대욱、1987年11月23日 - ）は、大韓民国のサッカー選手。ポジションはDFもしくはMF。

## クラブ歴
2010年に大田シチズンに、2013年に慶州韓国水力原子力FCに所属した。
2014年にオークランド・シティFCに加入、FIFAクラブワールドカップ2016では鹿島アントラーズに2-1で敗れはしたものの、チーム唯一の得点を決めた。またこの年はOFCチャンピオンズリーグ2016でも2得点を決めてクラブのFIFAクラブワールドカップ2017出場に貢献した。